# Nachtigall (Familienname)
Nachtigall ist ein deutscher Familienname.

## Herkunft und Bedeutung
Nachtigall ist entweder ein Über- oder ein indirekter Berufsname. In beiden Fällen geht er auf das mittelhochdeutsche nahtegal, nahtegale oder nahtigal bzw. das mittelniederdeutsche nachtegal, nachtegale oder nahtegalle (deutsch: Nachtigall) zurück. Als Übername stand er für einen sangesfrohen, fröhlichen, sorgenfreien Menschen. Als indirekter Berufsname bezeichnete er einen Vogelfänger.

## Varianten
- Nachtigal, Nachtegall, Nachtegaal, Nachtigäller

## Namensträger
- Dieter Nachtigall (1927–2010), deutscher Kernphysiker und Physikdidaktiker
- Günter Nachtigall (* 1930), deutscher Turner
- Helga Nachtigall (* 1950), deutsche Rechtsanwältin und Schauspielerin
- Horst Nachtigall (1924–2013), deutscher Ethnologe und Hochschullehrer
- Ingo Nachtigall (* 1961), deutscher Fußballspieler und -trainer
- Josef Nachtigall (1904–1964), deutscher Fußballspieler
- Karl Nachtigall (* 1959), deutscher Verkehrswissenschaftler
- Karl Nachtigall (Jurist) (1875–nach 1934), deutscher Verwaltungsjurist und Bezirksoberamtmann
- Konrad Nachtigall († 1484/85), Nürnberger Meistersinger
- Oskar von Nachtigal (1828–1890), deutscher General
- Rainer Nachtigall (* 1941), deutscher Fußballspieler
- Sophie Nachtigall (* 2004), deutsche Fußballspielerin
- Werner Nachtigall (1934–2024), deutscher Zoologe und Bioniker